# Hipparchia cinereus
Hipparchia cinereus är en fjärilsart som beskrevs av Charles Oberthür 1907. Hipparchia cinereus ingår i släktet Hipparchia och familjen praktfjärilar. Inga underarter finns listade i Catalogue of Life.